# Geomysaprinus bicirculus
Geomysaprinus bicirculus är en skalbaggsart som först beskrevs av Sylvain Auguste de Marseul 1870.  Geomysaprinus bicirculus ingår i släktet Geomysaprinus och familjen stumpbaggar. Inga underarter finns listade i Catalogue of Life.